# Campionati del mondo di atletica leggera 2019 - 1500 metri piani femminili
La specialità dei 1500 metri piani femminili dei campionati del mondo di atletica leggera 2019 si è svolta tra il 2 e il 5 ottobre allo Stadio internazionale Khalifa di Doha, in Qatar.

## Podio
| Pos.    | Atleta         | Nazionalità | Tempo   |
| ------- | -------------- | ----------- | ------- |
| Oro     | Sifan Hassan   | Paesi Bassi | 3'51"95 |
| Argento | Faith Kipyegon | Kenya       | 3'54"22 |
| Bronzo  | Gudaf Tsegay   | Etiopia     | 3'54"38 |

## Situazione pre-gara

### Record
Prima di questa competizione, il record del mondo (RM) e il record dei campionati (RC) erano i seguenti.
| Record                | Prestazione | Atleta                   | Data                           | Competizione              |
| --------------------- | ----------- | ------------------------ | ------------------------------ | ------------------------- |
| Record mondiale       | 3'50"07     | Genzebe Dibaba Etiopia   | 17 luglio 2015 Monaco          |                           |
| Record dei campionati | 3'58"52     | Tatyana Tomashova Russia | 31 agosto 2003 Parigi, Francia | Campionati del mondo 2003 |

### Campionesse in carica
Le campionesse in carica, a livello mondiale e olimpico, erano:
| Campione | Atleta               | Prestazione | Data                                   | Competizione         |
| -------- | -------------------- | ----------- | -------------------------------------- | -------------------- |
| Olimpico | Faith Kipyegon Kenya | 4'08"92     | 16 agosto 2016 Rio de Janeiro, Brasile | Giochi olimpici 2016 |
| Mondiale | Faith Kipyegon Kenya | 4'02"59     | 7 agosto 2017 Londra, Gran Bretagna    | Mondiali 2017        |

### La stagione
Prima di questa gara, gli atleti con le migliori tre prestazioni dell'anno erano:
| Pos. | Atleta                   | Prestazione | Data                          |
| ---- | ------------------------ | ----------- | ----------------------------- |
| 1    | Sifan Hassan Paesi Bassi | 3'55"30     | 12 luglio 2019 Monaco         |
| 2    | Genzebe Dibaba Etiopia   | 3'55"47     | 16 giugno 2019 Rabat, Marocco |
| 3    | Laura Muir Gran Bretagna | 3'56"73     | 6 giugno 2019 Roma, Italia    |

## Risultati

### Batterie
Le batterie si sono corse a partire dalle 17:35 del 2 ottobre. Le prime sei di ogni serie (Q) e i sei tempi migliori tra le escluse (q) si qualificano alle semifinali.
| Pos. | Batteria | Nome                     | Nazionalità   | Tempo   | Note                          |
| ---- | -------- | ------------------------ | ------------- | ------- | ----------------------------- |
| 1    | 1        | Sifan Hassan             | Paesi Bassi   | 4'03"88 | Q                             |
| 2    | 1        | Faith Kipyegon           | Kenya         | 4'03"93 | Q                             |
| 3    | 1        | Nikki Hiltz              | Stati Uniti   | 4'04"00 | Q                             |
| 4    | 1        | Winnie Nanyondo          | Uganda        | 4'04"04 | Q                             |
| 5    | 1        | Ciara Mageean            | Irlanda       | 4'04"18 | Q                             |
| 6    | 1        | Sarah McDonald           | Gran Bretagna | 4'04"42 | Q                             |
| 7    | 1        | Lemlem Hailu             | Etiopia       | 4'05"61 | q                             |
| 8    | 1        | Kristiina Mäki           | Rep. Ceca     | 4'06"61 | q                             |
| 9    | 1        | Esther Guerrero          | Spagna        | 4'06"99 | q                             |
| 10   | 3        | Jenny Simpson            | Stati Uniti   | 4'07"27 | Q                             |
| 11   | 3        | Gabriela DeBues-Stafford | Canada        | 4'07"28 | Q                             |
| 12   | 3        | Laura Muir               | Gran Bretagna | 4'07"37 | Q                             |
| 13   | 3        | Marta Pérez              | Spagna        | 4'07"48 | Q                             |
| 14   | 1        | Georgia Griffith         | Australia     | 4'07"73 | q                             |
| 15   | 3        | Claudia Bobocea          | Romania       | 4'07"76 | Q                             |
| 16   | 3        | Malika Akkaoui           | Marocco       | 4'08"05 | Q                             |
| 17   | 3        | Linden Hall              | Australia     | 4'08"12 | q                             |
| 18   | 3        | Daryia Barysevich        | Bielorussia   | 4'08"19 | q                             |
| 19   | 2        | Rababe Arafi             | Marocco       | 4'08"32 | Q                             |
| 20   | 2        | Winny Chebet             | Kenya         | 4'08"36 | Q                             |
| 21   | 2        | Gudaf Tsegay             | Etiopia       | 4'08"39 | Q                             |
| 22   | 2        | Shelby Houlihan          | Stati Uniti   | 4'08"51 | Q                             |
| 23   | 3        | Axumawit Embaye          | Etiopia       | 4'08"56 |                               |
| 24   | 2        | Jessica Hull             | Australia     | 4'08"71 | Q                             |
| 25   | 1        | Sara Kuivisto            | Finlandia     | 4'08"85 | Miglior prestazione personale |
| 26   | 3        | Esther Chebet            | Uganda        | 4'08"89 |                               |
| 27   | 2        | Yolanda Ngarambe         | Svezia        | 4'09"22 | Q                             |
| 28   | 3        | María Pía Fernández      | Uruguay       | 4'09"45 | Record nazionale              |
| 29   | 2        | Aisha Praught-Leer       | Giamaica      | 4'09"81 |                               |
| 30   | 2        | P. U. Chitra             | India         | 4'11"10 | Miglior prestazione personale |
| 31   | 2        | Caterina Granz           | Germania      | 4'12"36 |                               |
| 32   | 2        | Jemma Reekie             | Gran Bretagna | 4'12"51 |                               |
| 33   | 2        | Maruša Mišmaš            | Slovenia      | 4'14"94 |                               |
| 34   | 2        | Carla Mendes             | Capo Verde    | 4'23"56 |                               |
| 35   | 3        | Neide Dias               | Angola        | 4'28"27 |                               |

### Semifinali
Le semifinali si sono corse a partire dalle 23:00 del 3 ottobre. Le prime cinque di ogni serie (Q) e i due tempi migliori tra le escluse (q) si qualificano alla finale.
| Pos. | Batteria | Nome                     | Nazionalità   | Tempo   | Note                          |
| ---- | -------- | ------------------------ | ------------- | ------- | ----------------------------- |
| 1    | 2        | Jenny Simpson            | Stati Uniti   | 4'00"99 | Q                             |
| 2    | 2        | Gabriela DeBues-Stafford | Canada        | 4'01"04 | Q                             |
| 3    | 2        | Laura Muir               | Gran Bretagna | 4'01"05 | Q                             |
| 4    | 2        | Gudaf Tsegay             | Etiopia       | 4'01"12 | Q                             |
| 5    | 2        | Winny Chebet             | Kenya         | 4'01"14 | Q                             |
| 6    | 2        | Winnie Nanyondo          | Uganda        | 4'01"30 | q                             |
| 7    | 2        | Nikki Hiltz              | Stati Uniti   | 4'01"52 | q                             |
| 8    | 2        | Jessica Hull             | Australia     | 4'01"80 | Miglior prestazione personale |
| 9    | 2        | Yolanda Ngarambe         | Svezia        | 4'03"43 | Miglior prestazione personale |
| 10   | 2        | Linden Hall              | Australia     | 4'06"39 |                               |
| 11   | 2        | Marta Pérez              | Spagna        | 4'10"45 |                               |
| 12   | 1        | Sifan Hassan             | Paesi Bassi   | 4'14"69 | Q                             |
| 13   | 1        | Shelby Houlihan          | Stati Uniti   | 4'14"91 | Q                             |
| 14   | 1        | Rababe Arafi             | Marocco       | 4'14"94 | Q                             |
| 15   | 1        | Faith Kipyegon           | Kenya         | 4'14"98 | Q                             |
| 16   | 1        | Ciara Mageean            | Irlanda       | 4'15"49 | Q                             |
| 17   | 1        | Sarah McDonald           | Gran Bretagna | 4'15"73 |                               |
| 18   | 1        | Lemlem Hailu             | Etiopia       | 4'16"56 |                               |
| 19   | 1        | Esther Guerrero          | Spagna        | 4'16"66 |                               |
| 20   | 2        | Malika Akkaoui           | Marocco       | 4'16"83 |                               |
| 21   | 1        | Daryia Barysevich        | Bielorussia   | 4'17"04 |                               |
| 22   | 1        | Georgia Griffith         | Australia     | 4'17"15 |                               |
| 23   | 1        | Kristiina Mäki           | Rep. Ceca     | 4'17"65 |                               |
| 24   | 1        | Claudia Bobocea          | Romania       | 4'18"25 |                               |

### Finale
La finale si è corsa alle 20:55 del 5 ottobre.
| Pos. | Nome                     | Nazionalità   | Tempo   | Note                                     |
| ---- | ------------------------ | ------------- | ------- | ---------------------------------------- |
|      | Sifan Hassan             | Paesi Bassi   | 3'51"95 | Record dei campionati · Record europeo   |
|      | Faith Kipyegon           | Kenya         | 3'54"22 | Record nazionale                         |
|      | Gudaf Tsegay             | Etiopia       | 3'54"38 | Miglior prestazione personale            |
| 4    | Shelby Houlihan          | Stati Uniti   | 3'54"99 | Record nord-centroamericano              |
| 5    | Laura Muir               | Gran Bretagna | 3'55"76 | Miglior prestazione personale stagionale |
| 6    | Gabriela DeBues-Stafford | Canada        | 3'56"12 | Record nazionale                         |
| 7    | Winny Chebet             | Kenya         | 3'58"20 | Miglior prestazione personale            |
| 8    | Jenny Simpson            | Stati Uniti   | 3'58"42 | Miglior prestazione personale stagionale |
| 9    | Rababe Arafi             | Marocco       | 3'59"93 |                                          |
| 10   | Ciara Mageean            | Irlanda       | 4'00"15 | Miglior prestazione personale            |
| 11   | Winnie Nanyondo          | Uganda        | 4'00"63 |                                          |
| 12   | Nikki Hiltz              | Stati Uniti   | 4'06"68 |                                          |